# 장인태
장인태(張仁太, 1951년 3월 25일 ~ , 경남 남해)는 대한민국의 공무원이다.

## 학력
- 1964년 지족초등학교 졸업
- 1967년 남해중학교 졸업
- 1970년 진주고등학교 졸업
- 1975년 한국외국어대학교 행정학 학사
- 1983년 서울대학교 행정대학원 행정학 석사
- 1992년 시러큐스대학교 대학원 행정학 석사
- 2004년 성균관대학교 대학원 행정학 박사 수료

## 경력
- 1975년: 제16회 행정고시 합격
- 1994년: 대통령 비서실 행정관
- 1995년: 내무부 총무과장
- 1999년: 중앙공무원교육원 교수부장
- 2000년 ~ 2002년: 행정자치부 복무감사관, 공보관
- 2002년: 행정자치부 자치행정국 국장
- 2002년 2월 ~ 2002년 7월: 행정자치부 소청심사위원회 위원
- 2002년 7월 ~ 2003년 12월: 경상남도 행정부지사
- 2003년 12월 ~ 2004년 5월: 경상남도지사 권한대행
- 2006년 2월 ~ 2007년 4월: 행정자치부 제2차관

## 수상
- 1983년: 대통령표창
- 1994년: 근정포장
- 2003년: 황조근정훈장

## 역대 선거 결과
| 선거명         | 직책명       | 대수            | 정당       | 득표율 | 득표수    | 결과 | 당락 |
| -------------- | ------------ | --------------- | ---------- | ------ | --------- | ---- | ---- |
| 6·5 재보궐선거 | 경상남도지사 | 32대 (민선 3기) | 열린우리당 | 27.5%  | 203,272표 | 2위  | 낙선 |

| 전임 권경석 | 제26대 경상남도 행정부지사 2002년 7월 15일 ~ 2004년 5월 3일 | 후임 김채용 |

| 전임 김혁규 | 경상남도지사 권한대행 2003년 12월 15일 ~ 2004년 5월 3일 | 후임 (권한대행)김채용 |

| 전임 문원경 | 제9대 행정자치부 제2차관 2006년 2월 1일 ~ 2007년 4월 19일 | 후임 한범덕 |